# Лайл, Лорен
Лорен Лайл (англ. Lauren Lyle; род. 12 июля 1993, Глазго) — шотландская актриса, наиболее известная по ролям в телесериалах «Чужестранка», «Дежурство» и «Карен Пири».

## Карьера
Первая профессиональная роль Лайл состоялась в 2014 году, когда она сыграла в получившей признание критиков постановке по пьесе Артура Миллера «Суровое испытание» режиссера Яэль Фарбер в театре «Олд Вик» в лондонском Вест-Энде.
В 2015 году Лорен Лайл была принята в Национальный молодёжный театр, сыграв за сезон в трёх спектаклях. Она появилась в роли Кэтрин в «Грозовом перевале», Дианы в «Соглашении» и принца Арагонского в шекспировском «Венецианском купце».
Актриса дебютировала на телевидении в четвёртом эпизоде сериала BBC Comedy Feeds «Приступ гнева» . В продолжительной медицинской драме «Холби Сити» Лайл сыграла Кэтрин Райс в эпизоде  «Кто ты» (2016). После этого она снялась в трёх эпизодах вместе с Шоном Бином в проекте BBC «Сломленный».
В 2018 году Лайл снялась в экранизации романа Фионы Шоу «Расскажи это пчёлам» с Анной Пэкуин и Холлидей Грейнджер в главных ролях.
В ноябре 2023 года она была отмечена двумя премиями BAFTA Scotland: «Лучшая актриса телевидения» («Карен Пири») и приз зрительских симпатий.

## Избранная фильмография
- Холби Сити (2016) — Кэтрин Райс
- Сломленный (2017) — Хлоя Демикелис
- Чужестранка (2017—2022) — Марсали Маккимми Фрейзер
- Расскажи это пчёлам (2018) — Энн Кранмер
- Дежурство (2021) — Джейд Антоняк
- Карен Пири (2022) — Карен Пири
- Челюсти. Кровавый риф (2023) — Лиззи
- Водопад смерти (2023) — Рона
- Локерби (2024)
- Выгон (2024) — Джули
- Токсичный город (2025) — Дэни Холлидей